# Satan Wants You
Satan Wants You é um Documentário canadense de 2023 dirigido por Steve J. Adams e Sean Horlor. O filme aborda o pânico satânico da década de 1980, com foco no desacreditado livro Michelle Remembers.

## Premissa
De acordo com o South by Southwest (SXSW), um conjunto de festivais realizado em Austin, Texas, o documentário narra como o pânico satânico da década de 1980 foi desencadeado por Michelle Remembers, um livro sensacionalista escrito pelo psiquiatra Lawrence Pazder e sua paciente Michelle Smith. O livro best-seller baseava-se na terapia de recuperação de memória para revelar o suposto sequestro infantil de Michelle por satanistas que roubavam bebês. Amplificados pelas autoridades e pelo boom da TV diurna nos Estados Unidos, os rumores satânicos espalharam-se por comunidades apavoradas em todo o mundo, deixando um rastro de destruição e condenações errôneas. O documentário aprofunda-se nas raízes dos pânicos morais e das conspirações de cultos, demonstrando como esses eventos ainda afetam e distorcem a realidade atual, fazendo paralelos com teorias da conspiração contemporâneas, como QAnon, Pizzagate e grooming LGBT.

## Ficha técnica

### Elenco
O elenco abaixo foi obtido dos sites SXSW e TV Guide:
- Blanche Barton
- Charles Ennis
- Kenneth V. Lanning
- Elizabeth Loftus
- Sarah Marshall
- Debbie Nathan
- Charyl Proby-Austman
- Jeffrey S. Victor

### Créditos
- Steve J. Adams (direção e roteiro)[1][5]
- Sean Horlor (direção e roteiro)[1][5]
- Michael Grand (produção)[1][6]
- Melissa James (produção)[1][6]
- Blake Davey (cinematografia)[1][6]
- Graham Kew (edição)[1][6]
- Mark Dolmont (música)[1][6]
- Juan Gonzales (design)[1]

## Lançamento e recepção
Satan Wants You estreou no festival SXSW em março de 2023. No mesmo ano, estreou em território canadense no Festival Internacional de Documentários Hot Docs, antes de ser lançado comercialmente em agosto. Foi bem recebido pela crítica especializada, conquistando uma taxa de aprovação de 95% no Rotten Tomatoes, com base em 41 análises. O consenso descreve-o como "capturando um frenesi midiático de maneira chocante e reveladora, este documentário tem seus olhos na verdade e um compromisso em contrariar o alarmismo propagado por alguns que acreditam que Satanás Quer Você."
O contribuinte do Globe and Mail, Barry Hertz, relatou que, embora o documentário esteja repleto de entrevistas e imagens de arquivo, carece de um senso de contexto histórico e político para situar as ilusões. Em última análise, este é um ciclo destrutivo que tem raízes em eventos desde os julgamentos das bruxas de Salem até o caso dos Venenos no século XVII em Paris. Quando o documentário começa a conectar os pontos entre Michelle Remembers e a era de desinformação promovida por Alex Jones e Donald Trump, os impactos não são tão fortes quanto deveriam. O jornal conclui que o documentário concentra-se nos detalhes de um caso específico que já foi excessivamente analisado.
Por outro lado, Therese Lacson, do Collider, atribuiu uma classificação B- e afirmou que "não se trata apenas de uma história sobre pânico moral, mas também sobre o que pode acontecer quando as pessoas são influenciadas por mentiras apresentadas como verdade." Uma crítica foi que o documentário não teve tempo suficiente para explorar esses detalhes em profundidade, sugerindo que poderia ter funcionado melhor como uma série documental. No entanto, mesmo assim, considerou a narrativa de um período perturbador na história americana como "impressionante". Lacson ainda ressaltou que, embora a influência da Igreja Católica neste caso tenha sido abordada, a instituição não foi responsabilizada tanto quanto deveria. Sobre esse assunto, a Skeptical Inquirer relatou que o filme inclui "gravações telefônicas inéditas" revelando que a "Igreja Católica estava ansiosa para financiar a publicação e a turnê promocional do livro, acreditando que isso inspiraria as pessoas a voltarem para a igreja".
Escrevendo para o site AIPT, Nathaniel Muir relatou que o documentário demorou a encontrar seu ritmo e concluiu que não é o olhar aprofundado sobre o pânico satânico que alguns espectadores podem esperar. Para o autor, o filme examina o que deu início a tudo e os danos causados, além de advertir sobre a facilidade com que a histeria em massa pode ser gerada. Em uma linha de raciocínio semelhante, o site FilmCarnage afirmou que o documentário "acerta em muitos pontos onde outros erraram" ao abordar um tópico tão controverso com uma mente aberta, evitando julgamento e explorando o que significa ser vulnerável, sedento de atenção ou manipulador. Em última análise, faz uma pergunta pungente sobre os profundos e reverberantes danos que podem ser causados pelo alarmismo, além de oferecer um lembrete oportuno de como é muito mais fácil gerar tais situações em um mundo obcecado por redes sociais.

## Premiação
Satan Wants You foi exibido no Festival Internacional de Cinema Fantasia de 2023, no qual recebeu o prêmio DGC Audience de melhor filme canadense.